# مارکو پیچیونی
مارکو پیچیونی (انگلیسی: Marco Piccioni؛ زادهٔ ۲۵ ژانویهٔ ۱۹۷۶) بازیکن فوتبال اهل ایتالیا است.
از باشگاه‌هایی که در آن بازی کرده‌است می‌توان به باشگاه فوتبال آسکولی، باشگاه ورزشی لاتزیو، باشگاه فوتبال پادوا، باشگاه فوتبال مونتسا، باشگاه فوتبال ساسولو، و باشگاه فوتبال یووه استابیا اشاره کرد.